# Tipula ismene
Tipula ismene är en tvåvingeart som beskrevs av Mannheims 1969. Tipula ismene ingår i släktet Tipula och familjen storharkrankar. Inga underarter finns listade i Catalogue of Life.